# Akira Emoto
Pour les articles homonymes, voir Emoto.
Akira Emoto (柄本 明, Emoto Akira), né le 3 novembre 1948 dans l'arrondissement de Chūō à Tokyo, est un acteur japonais.

## Biographie
En 1999, Akira Emoto remporte le prix de l'Académie japonaise du meilleur acteur pour sa prestation dans Dr. Akagi. Il remporte également le prix du meilleur second rôle à la 7e édition des Hōchi Film Awards pour La Rivière Dotonbori et C'est dur d'être un homme : L'Indécis.

## Filmographie partielle

### Années 1980
- 1980 : Hippocrates (ヒポクラテスたち, Hipokuratesu-tachi?) de Kazuki Ōmori : Kenji Katō
- 1981 : Sailor Suit and Machine Gun (セーラー服と機関銃, Sērā-fuku to kikanjū?) de Shinji Sōmai : Kuroki
- 1982 : La Rivière Dotonbori (道頓堀川, Dōtonborigawa?) de Kinji Fukasaku : Ishizuka
- 1982 : C'est dur d'être un homme : L'Indécis (男はつらいよ 寅次郎あじさいの恋, Otoko wa tsurai yo: Torajirō ajisai no koi?) de Yōji Yamada : Kondō
- 1982 : Giwaku (疑惑?) de Yoshitarō Nomura : Shigekazu Akitani
- 1983 : Amagi Goe (天城越え?) de Haruhiko Mimura (ja)
- 1984 : Keshō (化粧?) de Kazuo Ikehiro : Kikuo Tsutano
- 1984 : Location (ロケーション, Rokeishon?) d'Azuma Morisaki (en) : Konno
- 1985 : Capone Cries a Lot (カポネ大いに泣く, Kapone ōi ni naku?) de Seijun Suzuki : Ushiemon
- 1985 : Je voudrais vivre de nouveau (生きてみたいもう一度・新宿バス放火事件, Ikite mitai mō ichido : Shinjuku basu hōka jiken?) de Hideo Onchi : Hirofumi Maruyama
- 1985 : Nidaime wa kurisuchan (二代目はクリスチャン?) de Kazuyuki Izutsu : inspecteur Kumashiro
- 1986 : Prise finale (キネマの天地, Kinema no tenchi?) de Yōji Yamada : directeur Saeki
- 1987 : Seishun kakeochi-hen (青春かけおち篇?) de Shingo Matsubara (ja)
- 1987 : Bedtime Eyes (ベッドタイムアイズ, Beddo taimu aizu?) de Tatsumi Kumashiro : Ōguro
- 1987 : Mélodie pour un yakuza (さらば愛しき人よ, Saraba itoshiki hito yo?) de Masato Harada : Shoji Kato
- 1988 : Rouge vertige (天使のはらわた 赤い眩暈, Tenshi no harawata: Akaï memaï?) de Takashi Ishii : yakuza
- 1988 : La Famille Yen (木村家の人々, Kimurake no hitobito?) de Yōjirō Takita : Shin'ichi Amemiya
- 1988 : Sur la route de la soie (敦煌, Tonkō?) de Jun'ya Satō
- 1988 : Revolver (リボルバー, Riborubā?) de Toshiya Fujita
- 1989 : Mottomo abunai deka (もっともあぶない刑事?) de Tōru Murakawa
- 1989 : C'est dur d'être un homme : Détour par Vienne (男はつらいよ 寅次郎心の旅路, Otoko wa tsurai yo: Torajirō kokoro no tabiji?) de Yōji Yamada : Heiba Sakaguchi
- 1989 : Battle Heater (バトルヒーター, Batoru hītā?) de George Iida (en)
- 1989 : Pastèques à la pékinoise (北京的西瓜, Pekin-teki suika?) de Nobuhiko Ōbayashi
- 1989 : Fancy Dance (ファンシィダンス, Fanshī dansu?) de Masayuki Suo

### Années 1990
- 1990 : Uchū no hōsoku (宇宙の法則?) de Kazuyuki Izutsu : Nagayama
- 1990 : Maria no ibukuro (マリアの胃袋?) de Hideyuki Hirayama
- 1990 : Uragiri no ashita (裏切りの明日?) d'Eiichi Kudō
- 1991 : Bakumatsu junjōden (幕末純情伝?) de Mitsuyuki Yakushiji : Kido Takayoshi
- 1992 : Shiko funjatta (シコふんじゃった?) de Masayuki Suo : professeur Tokichi Anayama
- 1993 : Ahiru no uta ga Kikoete kuru yo (あひるのうたがきこえてくるよ。?) de Makoto Shiina (ja) : Ryosuke Kaji
- 1994 : Jardin d'été (夏の庭, Natsu no niwa?) de Shinji Sōmai : Nagatomo
- 1994 : Godzilla vs Space Godzilla (ゴジラＶＳスペースゴジラ, Gojira tai SupēsuGojira?) de Kenshō Yamashita (ja) : commandant Akira Yuki
- 1995 : Maborosi (幻の光?) de Hirokazu Kore-eda : Yoshihiro
- 1996 : Shall We Dance? (Shall we ダンス?, Shall we dansu??) de Masayuki Suo : Toru Miwa
- 1996 : Tsuribaka nisshi 8 (釣りバカ日誌８?) de Tomio Kuriyama : Yukawa
- 1997 : L'Anguille (うなぎ, Unagi?) de Shōhei Imamura : Tamotsu Takasaki
- 1998 : Love Letter (ラブ・レター, Rabu retā?) d'Azuma Morisaki (en)
- 1998 : Dr. Akagi (カンゾー先生, Kanzō-sensei?) de Shōhei Imamura : Dr. Fuu Akagi
- 1999 : Je veux vivre (生きたい, Ikitai?) de Kaneto Shindō
- 1999 : La Route des petits voyous (海賊版 BOOTLEG FILM, Kaizokuban Bootleg Film?) de Masahiro Kobayashi : Tatsuo

### Années 2000
- 2000 : Another Heaven (アナザへヴン, Anaza hevun?) de Jōji Iida (ja)
- 2000 : The City of Lost Souls (漂流街, Hyōryū-gai?) de Takashi Miike : Kuwata
- 2000 : Kaza-hana (風花, Kazahana?) de Shinji Sōmai : propriétaire de la station thermale
- 2001 : Taan (ターン?) de Hideyuki Hirayama : Matsubara
- 2001 : Waterboys (ウォーターボーイズ, Wōtā bōizu?) de Shinobu Yaguchi : Mama-san
- 2001 : The Yin-Yang Master (陰陽師, Onmyōji?)' de Yōjirō Takita : Fujiwara no Motokata
- 2002 : KT de Junji Sakamoto : Hiroshi Uchiyama
- 2002 : 11'09"01 - September 11 segment Japan de Shōhei Imamura
- 2003 : Owl (ふくろう, Fukurō?) de Kaneto Shindō
- 2003 : Samurai Resurrection (魔界転生, Makai tenshō?) de Hideyuki Hirayama
- 2003 : Zatoichi (座頭市?)  de Takeshi Kitano : propriétaire de taverne
- 2003 : Drugstore Girl (ドラッグストアガール, Doraggu sutoa gāru?) de Katsuhide Motoki : Nabeshima
- 2003 : Doppelgänger (ドッペルゲンガー, Dopperugengā?) de Kiyoshi Kurosawa
- 2003 : Hana (花?) de Shin'ichi Nishitani (ja)
- 2004 : Yudan taiteki (油断大敵?) d'Izuru Narushima
- 2004 : Niwatori wa hadashi da (ニワトリはハダシだ?) d'Azuma Morisaki (en)
- 2004 : Zebraman (ゼブラーマン, Zeburāman?) de Takashi Miike : Kani-Otoko
- 2004 : Lakeside Murder Case (レイクサイド マーダーケース, Reikusaido mādā kēsu?) de Shinji Aoyama : Tomoharu Fujima
- 2005 : Tetsujin 28-gō (鉄人28号?) de Shin Togashi
- 2005 : The Great Yokai War (妖怪大戦争, Yōkai daisensō?) de Takashi Miike : le fermier qui hurle
- 2005 : Scrap Heaven (スクラップ・ヘブン?) de Lee Sang-il
- 2006 : Sinking of Japan (日本沈没, Nihon chinbotsu?) de Shinji Higuchi : professeur Fukuhara
- 2006 : Memories of Matsuko (嫌われ松子の一生, Kiraware Matsuko no isshō?) de Tetsuya Nakashima : Kozo Kawajiri
- 2007 : Tokyo Tower: Mom and Me, and Sometimes Dad (東京タワー 〜オカンとボクと、時々、オトン〜, Tōkyō tawaa ~ okan to boku to, tokidoki, oton ~?) de Jōji Matsuoka : docteur
- 2007 : Mōryō no hako (魍魎の匣?) de Masato Harada : Koshiro Mimasaka
- 2007 : Yajikita dōchū: Teresuko (やじきた道中 てれすこ?) de Hideyuki Hirayama
- 2008 : Gururi no koto (ぐるりのこと?) de Ryōsuke Hashiguchi
- 2008 : Tsukiji uogashi sandaime (築地魚河岸三代目?) de Shingo Matsubara (ja) : Shojiro Sanada
- 2008 : Teacher and Three Children (石内尋常高等小学校 花は散れども, Ishiuchi jinjō kōtō shōgakkō: Hana wa chiredomo?) de Kaneto Shindō : Yoshio Ichikawa
- 2008 : Ikigami, préavis de mort (イキガミ, Ikigami?) de Tomoyuki Takimoto : le conseiller
- 2008 : Asahiyama dōbutsuen monogatari: Pengin ga sora o tobu (旭山動物園物語 ペンギンが空をとぶ?) de Masahiko Tsugawa : Itsuro Usui
- 2008 : Ichi, la femme samouraï (Ichi) de Fumihiko Sori : Chobei Shirakawa
- 2008 : Happy Flight (ハッピーフライト, Happī furaito?) de Shinobu Yaguchi : père d'Etsuko
- 2008 : Riaru onigokko (リアル鬼ごっこ?) d'Issei Shibata (ja) : docteur
- 2009 : Rain Fall (レイン・フォール 雨の牙, Rein fōru: Ame no kiba?) de Max Mannix : Tatsu Ishikura
- 2009 : John Rabe, le juste de Nankin de Florian Gallenberger : général Iwane Matsui
- 2009 : April Bride (余命1ヶ月の花嫁, Yomei ikkagetsu no hanayome?) de Ryūichi Hiroki : Teishi Nagashima

### Années 2010
- 2010 : Voyage avec Haru (春との旅, Haru tono tabi?) de Masahiro Kobayashi : Michio Nakai
- 2010 : Villain (悪人, Akunin?) de Lee Sang-il : Yoshio Ishibashi
- 2010 : Sakurada mongai no hen (桜田門外ノ変?) de Jun'ya Satō
- 2010 : Raiou (雷桜?)  de Ryūichi Hiroki : Kakunoshi Enokido
- 2010 : Postcard (一枚のハガキ, Ichimai no hagaki?) de Kaneto Shindō : Yokichi Morikawa
- 2011 : Antoki no inochi (アントキノイノチ?) de Takahisa Zeze
- 2011 : Karate-Robo Zaborgar (電人ザボーガー, Denjin zabōgā?) de Noboru Iguchi : Dr. Akunomiya
- 2011 : Kamisama no Karute (神様のカルテ?) de Yoshihiro Fukagawa (ja)
- 2011 : Isoroku (聯合艦隊司令長官 山本五十六, Rengō kantai shirei chōkan: Yamamoto Isoroku?) d'Izuru Narushima : Mitsumasa Yonai
- 2012 : Gyakuten saiban (逆転裁判?) de Takashi Miike : le Juge
- 2013 : Unforgiven (許されざる者, Yurusarezaru mono?) de Lee Sang-il : Kingo Baba
- 2014 : 0,5 mm (0.5ミリ, 0.5 miri?) de Momoko Andō
- 2018 : Tonight, at the Movies (今夜、ロマンス劇場で, Kon'ya, romansu gekijō de?) de Hideki Takeuchi (ja) : Tadashi Honda
- 2018 : Une affaire de famille (万引き家族, Manbiki kazoku?) de Hirokazu Kore-eda
- 2018 : Soratobu taiya (空飛ぶタイヤ?) de Katsuhide Motoki
- 2019 : Aru sendō no hanashi (ある船頭の話?) de Joe Odagiri

### Années 2020
- 2020 : Baragaki: Unbroken Samurai (燃えよ剣, Moeyo ken?) de Masato Harada
- 2022 : Noise (ノイズ, Noizu?) de Ryūichi Hiroki
- 2022 : Rurō no tsuki (流浪の月?) de Lee Sang-il
- 2022 : A Man (ある男, Aru otoko?) de Kei Ishikawa : Norio Komiura

## Distinctions

### Décorations
- 2011 : récipiendaire de la médaille au ruban pourpre
- 2019 : récipiendaire de l'ordre du Soleil levant de quatrième classe[3]

### Récompenses
- 1982 : Hōchi Film Award du meilleur acteur dans un second rôle pour La Rivière Dotonbori et C'est dur d'être un homme : L'Indécis[4],[5]
- 1983 : Blue Ribbon Award du meilleur acteur dans un second rôle pour La Rivière Dotonbori et C'est dur d'être un homme : L'Indécis[6]
- 1998 : Hōchi Film Award du meilleur acteur pour Dr. Akagi[4],[7]
- 1998 : Nikkan Sports Film Award du meilleur acteur pour Dr. Akagi[8]
- 1999 : prix du meilleur acteur pour Dr. Akagi aux Japan Academy Prize[1]
- 1999 : prix Kinema Junpō du meilleur acteur pour Dr. Akagi[9]
- 2004 : prix Mainichi du meilleur acteur dans un second rôle pour Hana,Doppelgänger, Zatoichi[10]
- 2005 : prix du meilleur acteur dans un sedond rôle pour Yudan taiteki et Niwatori wa hadashi da au Festival du film de Yokohama
- 2011 : prix du meilleur acteur dans un second rôle pour Villain aux Japan Academy Prize[11]
- 2011 : prix Kinema Junpō du meilleur acteur pour Villain, Sakurada mongai no hen et Raiou[12]

### Nominations
- 1983 : prix du meilleur acteur dans un second rôle pour Giwaku, La Rivière Dotonbori, C'est dur d'être un homme : L'Indécis et Sailor Suit and Machine Gun aux Japan Academy Prize[13]
- 1998 : prix du meilleur acteur dans un second rôle pour L'Anguille aux Japan Academy Prize[14]
- 2008 : prix du meilleur acteur dans un second rôle pour Yajikita dōchū: Teresuko aux Japan Academy Prize[15]